# Prasinocyma ocyptera
Prasinocyma ocyptera är en fjärilsart som beskrevs av Edward Meyrick 1888. Prasinocyma ocyptera ingår i släktet Prasinocyma och familjen mätare. Inga underarter finns listade i Catalogue of Life.